# 汪春源

汪春源

汪春源（1869年—1923年），字杏泉，號少義，晚號柳塘，福建省臺灣縣（今臺南市中西區）人，清末政治人物、诗人，同進士出身。

## 生平
光緒八年（1882年）應童子試，受知於知縣祁徵祥。光緒十四年（1888年）中戊子科福建鄉試舉人。光緒二十一年（1895年）清朝因甲午戰爭戰敗，與日本簽訂《馬關條約》，割讓福建臺灣省，汪春源與同為举人的黄宗鼎、罗秀惠，戶部主事葉題鴈、翰林院庶吉士李清琦等人联合上书都察院代奏光绪帝反对割台。福建臺灣省割讓後，寄籍福建龍溪。光緒二十四年（1898年）中戊戌科會試，光绪二十九年（1903年）補殿試，中三甲第一百二十名進士，為最後一位臺籍進士。出任江西鄉試閱卷官，歷任宜春、建昌、安義、安仁等縣知縣。辛亥革命後，回到龍溪。民國三年（1914年）應林爾嘉之邀，成為菽莊吟社的社友。民國十二年（1923年）病逝。

## 墓葬
墓葬位于福建龍溪第二区邹林乡锡林保林前社天城山北麓（今龙海市九湖镇林前村西南隅的荔枝园中）。

## 家庭
汪春源之孙汪慕恒是原厦门大学南洋研究所所长。曾孙汪毅夫曾任福建省人民政府副省长、中华全国台湾同胞联谊会会长。